# Nazionale femminile di pallavolo della Macedonia del Nord
La nazionale femminile di pallavolo della Macedonia del Nord è una squadra europea composta dalle migliori giocatrici di pallavolo della Macedonia del Nord ed è posta sotto l'egida della Federazione pallavolistica della Macedonia del Nord.

## Rosa
Segue la rosa delle giocatrici convocate per l'European Silver League 2023.
| N° | Nome                   | Ruolo | Data di nascita   | Squadra    |
| -- | ---------------------- | ----- | ----------------- | ---------- |
| 1  | Emilija Popjordanovska | L     | 3 gennaio 1993    | Rabotnički |
| 3  | Simona Stojanovska     | C     | 17 maggio 2001    | -          |
| 5  | Antonija Batalakovska  | O     | 7 settembre 1999  | Rabotnički |
| 7  | Tamara Stojanova       | S     | 9 giugno 1997     | Rabotnički |
| 9  | Marija Lazarova        | C     | 20 settembre 1994 | Rabotnički |
| 10 | Erjona Jonuzi          | P     | 23 febbraio 2001  | Rabotnički |
| 12 | Sofija Richlieva       | P     | 27 gennaio 2000   | Brda       |
| 13 | Ana Pavloska           | C     | 26 luglio 1996    | Rabotnički |
| 14 | Mila Dikova            | O     | 6 dicembre 2003   | Rabotnički |
| 15 | Ljilja Kovačević       | -     | -                 | -          |
| 16 | Martina Nikolova       | O     | 26 dicembre 2000  | Rabotnički |
| 17 | Tea Terzievska         | S     | 31 dicembre 1999  | Eötvös     |
| 18 | Dobrina Hadji Toseva   | S     | 18 marzo 2005     | -          |
| 19 | Nadica Anteska         | L     | 12 aprile 2004    | -          |
| 20 | Anastasija Ovnarska    | S     | 24 giugno 2005    | -          |

## Risultati

### Competizioni CEV
| 2018 | non qualificata | -            |
| 2019 | non qualificata | -            |
| 2021 | non qualificata | -            |
| 2022 | non qualificata | -            |
| 2023 | 8º posto        | Convocazioni |
| 2024 | non qualificata | -            |
| 2025 | 7º posto        | Convocazioni |

### Competizioni zonali
| 1975 | non esistente   | -            |
| 1979 | non esistente   | -            |
| 1983 | non esistente   | -            |
| 1987 | non esistente   | -            |
| 1991 | non esistente   | -            |
| 1993 | non qualificata | -            |
| 1997 | non qualificata | -            |
| 2001 | non qualificata | -            |
| 2005 | non qualificata | -            |
| 2009 | non qualificata | -            |
| 2013 | non qualificata | -            |
| 2018 | non qualificata | -            |
| 2022 | 10º posto       | Convocazioni |